# Trzy Cechy Istnienia
Trzy Cechy Istnienia (pāli ti-lakkhana; określane też jako Trzy Pieczęcie Dharmy, sanskryt dharma mudra) - podstawowa doktryna w buddyzmie głosząca trzy cechy uwarunkowanego istnienia.

## Charakterystyka
Wszelkie uwarunkowane istnienie wykazuje trzy następujące cechy:
1. nietrwałość (pāli anicca),
2. cierpienie lub brak zadowolenia (pāli dukkha),
3. jest pozbawione trwałego, istniejącego niezależnie "ja" (pāli anattā).

Dogłębne zrozumienie, czyli wgląd (pāli vipassana) w te trzy cechy, uważane jest za transcendentalną mądrość (pāli panna, sanskryt pradżnia), która prowadzi do Nieuwarunkowanego Wyzwolenia (pāli animitta-vimokkha) od nieustannego odradzania się (reinkarnacji) w sansarze.
W mahajanie podawane są tzw. "Cztery Pieczęcie Buddyzmu" w skład których wchodzą owe "Trzy Cechy Istnienia":
1. nietrwałość,
2. cierpienie (dukkha),
3. brak tożsamości "ja" i "pustość" zjawisk (siunjata),
4. spokój nirwany.

Rozpatrując powyższe podziały należy zaznaczyć, że w theravadzie "Nieuwarunkowane Wyzwolenie" (pāli animitta-vimokkha) oraz w mahajanie "trzy ciała Buddy" nie należą do uwarunkowanego istnienia.